# Елементарна частинка
Елемента́рна части́нка — збірний термін, що стосується мікрооб'єктів в суб'ядерному масштабі, які неможливо розщепити на складові частини. Їх будова й поведінка вивчається фізикою елементарних частинок. Поняття елементарних частинок ґрунтується на факті дискретної будови речовини. Низка елементарних частинок має складну внутрішню структуру, проте розділити їх на частини неможливо. Інші елементарні частинки є безструктурні й можуть вважатися первинними фундаментальними частинками.

## Загальна інформація
Елементарні частинки — найдрібніші суб'ядерні частинки речовини або фізичного поля. Це дискретні структурні елементи, що можуть існувати в неасоційованому стані. Найхарактернішою особливістю елементарних частинок є їхня здатність до перетворень і взаємодії. При цьому дочірні частинки — це не структурні складові материнських, вони народжуються при актах перетворення. За властивостями елементарні частинки поділяють на такі групи: фотони, лептони, мезони й баріони (нуклони й гіперони). Майже всі елементарні частинки нестабільні (за винятком електрона, протона, нейтрона, нейтрино, фотона). Основні характеристики елементарних частинок: електричний заряд, маса, тривалість життя, спін, магнітний момент, лептонний і баріонний заряди, ізотопічний спін,  дивність, чарівність.
Починаючи з 1932 року було відкрито понад 500 елементарних частинок[джерело?], і це число зростає й надалі.
Дослідження останніх десятиліть ХХ ст. показали відносність вживання терміна «елементарні» до ряду частинок. Зокрема виявлено внутрішню структуру протона, нейтрона, інших частинок. Вони складаються з кварків, пар «кварк-антикварк» та глюонів. Своєю чергою кварки, можливо, теж мають свою структуру, хоча на сучасному рівні знань вони є фундаментальними складовими адронів.
Сучасний нам набір елементарних частинок можливо не був таким протягом всього існування Всесвіту. Є теорія, що на самому початку розвитку Всесвіту після Великого вибуху існували частинки-прабатьки, так звані преони. Прямими «нащадками» преонів стали кварки і лептони.

## Класифікація
За величиною спіну всі елементарні частинки поділяють на два класи:
- ферміони — частинки з напівцілим спіном (наприклад, електрон, протон, нейтрон, нейтрино);
- бозони — частинки з цілим спіном (наприклад, фотон).

За видами взаємодій елементарні частинки поділяють на такі групи:
- адрони — частинки, що беруть участь у всіх видах фундаментальних взаємодій. Вони складаються з кварків і поділяються, у свою чергу, на:
  - мезони (адрони з цілим спіном, тобто бозони);
  - баріони (адрони з напівцілим спіном, тобто ферміони). До них, зокрема, відносяться частинки, що становлять ядро атома, — протон і нейтрон.
- лептони — ферміони, які мають вид точкових частинок (тобто, що не складаються ні з чого) аж до масштабів порядку 10−18 м. Не беруть участь в сильних взаємодіях. Участь в електромагнітних взаємодіях експериментально спостерігалася тільки для заряджених лептонів (електрони, мюони, тау-лептони) і не спостерігалася для нейтрино. Відомі 6 типів лептонів.
- кварки — дробовозаряджені частинки, що входять до складу адронів. У вільному стані не спостерігалися. Як і лептони, діляться на 6 типів і є безструктурними, проте, на відміну від лептонів, беруть участь у сильній взаємодії.
- калібрувальні бозони — частинки, за допомогою обміну якими здійснюються взаємодії:
  - фотон — частинка, що переносить електромагнітну взаємодію
  - вісім глюонів — частинки, що переносять сильну взаємодію;
  - три проміжні векторні бозони W+, W- і Z0, що переносять слабку взаємодію;
  - гравітон — частинка, що переносить гравітаційну взаємодію. Існування гравітонів, хоча поки не доведено експериментально, у зв'язку зі слабкістю гравітаційної взаємодії, вважається цілком імовірним.

Адрони і лептони утворюють речовину. Калібрувальні бозони — кванти різних видів випромінення.
Крім того, в Стандартній моделі з необхідності присутній бозон Хіггса, про відкриття якого було оголошено 4 липня 2012 року.
Спочатку термін «елементарна частинка» мав на увазі щось абсолютно елементарне, першоцеглинка матерії. Проте, коли в 1950-х і 1960-х роках були відкриті сотні адронів зі схожими властивостями, стало ясно, що принаймні адрони мають внутрішні ступені вільності, тобто не є в строгому значенні слова елементарними. Ця підозра надалі підтвердилася, коли з'ясувалося, що адрони складаються з кварків.
Таким чином, наука просунулася ще трошки вглиб будови речовини: найелементарнішими, точковими частинами речовини зараз вважаються лептони і кварки. Саме щодо них (разом із калібрувальними бозонами) застосовується термін «фундаментальні частинки».